# ارائه‌دهنده خدمات پرداخت
ارائه دهنده خدمات پرداخت یا PSP، خدمات آنلاین برای پذیرش پرداخت‌های الکترونیک با روش‌های متنوع (مانند کارت اعتباری، پرداخت‌های مبتنی بر بانک مانند برداشت مستقیم، انتقال وجه و بانکداری الکترونیک) به فروشگاه‌ها ارائه می‌دهد.
معمولاً، PSPها به منظور ارائه روش‌های پرداخت متنوع، مدل اجاره نرم‌افزار را بکار می‌گیرند و یک درگاه پرداخت برای مشتری ها (مرچنت) تشکیل می‌دهند.
بیش از 900 PSP در جهان وجود دارد که بیش از یک سوم آنها در اروپا و آمریکای شمالی خدمات ارائه می‌دهند. ۱۲ شرکت PSP در ایران فعالند که لیست آنها در سایت شاپرک اعلام شده‌است.

#### شرکت‌های ارائه دهنده خدمات پرداخت در ایران
آسان پرداخت پرشین
کارت اعتباری ایران کیش
پرداخت الکترونیک پاسارگارد
پرداخت نوین آرین
پرداخت الکترونیک سپهر
پرداخت الکترونیک سامان
تجارت الکترونیک پارسیان
به پرداخت ملت
پرداخت الکترونیک سداد
فن آوا کارت
سایان کارت
الکترونیک کارت دماوند